# ليام فيني
ليام فيني (بالإنجليزية: Liam Feeney) (21 يناير 1987 بهامرسميث في المملكة المتحدة - ) هو لاعب كرة قدم بريطاني في مركز الوسط. لعب مع إيبسويتش تاون وبلاكبيرن روفرز وبولتون واندررز ونادي بورنموث ونادي ميلوول ونادي هايز ونادي سالزبري سيتي ونادي ساوثيند يونايتد.

## وصلات خارجية
- ليام فيني على موقع قاعدة بيانات كرة القدم.إي يو (الإنجليزية)
- ليام فيني على موقع Soccerbase.com (لاعب) (الإنجليزية)
- ليام فيني على موقع Soccerway.com (الإنجليزية)